# Karadak
Karadak (izvirno srbsko Карадак) je naselje v Srbiji, ki upravno spada pod Občino Raška; slednja pa je del Raškega upravnega okraja.

## Demografija
V naselju živi 61 polnoletnih prebivalcev, pri čemer je njihova povprečna starost 47,5 let (44,9 pri moških in 50,2 pri ženskah). Naselje ima 24 gospodinjstev, pri čemer je povprečno število članov na gospodinjstvo 3,00.
|  |

| Demografija | Demografija     | Demografija     |
| Leto        | Št. prebivalcev | Št. prebivalcev |
| ----------- | --------------- | --------------- |
|             |                 |                 |
|             |                 |                 |
|             |                 |                 |
|             |                 |                 |
| 1948        | 145             |                 |
| 1953        | 133             |                 |
| 1961        | 128             |                 |
| 1971        | 117             |                 |
| 1981        | 105             |                 |
| 1991        | 95              | 95              |
| 2002        | 72              | 72              |
|             |                 |                 |

| Etnična sestava po popisu iz leta 2002 | Etnična sestava po popisu iz leta 2002 | Etnična sestava po popisu iz leta 2002 | Etnična sestava po popisu iz leta 2002 | Etnična sestava po popisu iz leta 2002 |
| -------------------------------------- | -------------------------------------- | -------------------------------------- | -------------------------------------- | -------------------------------------- |
| Jugoslovani                            | Jugoslovani                            |                                        | 49                                     | 68,05%                                 |
| Srbi                                   | Srbi                                   |                                        | 21                                     | 29,16%                                 |
| Neznano                                | Neznano                                |                                        | 2                                      | 2,77%                                  |